# Horst Mann
Horst Mann (ur. 8 lipca 1927 w Szczecinku, wówczas Neustettin, zm. 15 października 2018 w Rostocku) – niemiecki lekkoatleta, sprinter. W czasie swojej kariery reprezentował Niemiecką Republikę Demokratyczną.
Podczas II wojny światowej dostał się jako jeniec wojenny do niewoli radzieckiej i powrócił do Niemiec w 1949.
Specjalizował się w biegu na 400 metrów. Wystąpił w nim we wspólnej reprezentacji Niemiec na igrzyskach olimpijskich w 1956 w Melbourne, ale nie ukończył biegu eliminacyjnego wskutek kontuzji.
Zdobył brązowy medal w biegu na 400 metrów  na Akademickich Mistrzostwach Świata (UIE) w 1954 w Budapeszcie.
Był mistrzem NRD w tej konkurencji w 1955 i 1956.
Trzykrotnie poprawiał rekord NRD w biegu na 400 metrów, doprowadzając go do wyniku 47,0 (19 sierpnia 1956 w Bukareszcie), a raz w sztafecie 4 × 400 metrów czasem 3:13,2 (12 września 1954 w Krakowie).